# پی پورت (میشیگان)
پی پورت (به انگلیسی: Bay Port) یک منطقهٔ مسکونی در ایالات متحده آمریکا است که در شهرستان هورون، میشیگان واقع شده‌است. پی پورت ۸٫۷۵ کیلومتر مربع مساحت و ۴۷۷ نفر جمعیت دارد و ۱۸۲٫۸۸ متر بالاتر از سطح دریا واقع شده‌است.